# مايكل مولز
مايكل مولز (بالهولندية: Michael Mols)‏ لاعب كرة قدم هولندي مخضرم من مواليد 17 ديسمبر 1970 لعب لعدة أندية من أندية الوسط في أوروبا منها أياكس أمستردام الهولندي و رينجرز الإسكتلندي و فينورد الهولندي.

## إنجازات الأندية
مع رينجرز
- الدوري الاسكتلندي الممتاز مواسم 2000-1999 و 2003-2002.
- كأس اسكتلندا مواسم 2000-1999 و 2002-2001 و 2003-2002.
- كأس الدوري الاسكتلندي 2002-2001 و2003-2002.

مع فينورد
- كأس هولندا موسم 2008-2007.

مع أوتريخت
- كأس السوبر الهولندي موسم 2004م

## روابط خارجية
- مايكل مولز على موقع قاعدة بيانات كرة القدم.إي يو (الإنجليزية)
- مايكل مولز على موقع ناشيونال فوتبول تيمز (الإنجليزية)
- مايكل مولز على موقع Soccerbase.com (لاعب) (الإنجليزية)